# تشاينا موبايل هونغ كونغ المحدودة
(CMHK) (رسميا تشاينا موبايل هونج كونج المحدودة ) ، هي شركة تابعة مملوكة بالكامل لشركة تشاينا موبايل . تم إنشاء الشركة في يناير 1997 وكانت أول مشغل لأجهزة الكمبيوتر الشخصي يطلق مثل هذه الخدمات في هونغ كونغ .  و هي حاليا أكبر مشغل للاتصالات في هونغ كونغ. 

## روابط خارجية
- الموقع الرسمي